# Naftulivka, Hmelnîțkîi
Naftulivka (în ucraineană Нафтулівка) este un sat în comuna Hvardiiske din raionul Hmelnîțkîi, regiunea Hmelnîțkîi, Ucraina.

## Demografie
Componența lingvistică a localității Naftulivka
     Ucraineană (96,32%)
     Rusă (2,63%)
     Alte limbi (0,53%)
Conform recensământului din 2001, majoritatea populației localității Naftulivka era vorbitoare de ucraineană (96,32%), existând în minoritate și vorbitori de rusă (2,63%).